# Petia Stavreva
Petia Stavreva (în bulgară Петя Ставрева; n. 29 aprilie 1977, Plovdiv, Republica Populară Bulgaria – d. 6 mai 2024, Pazardjik, Pazardjik, Bulgaria) a fost o politiciană bulgară, membru al Parlamentului European în perioada 2007-2009 din partea Bulgariei. 